# Drymoda picta
Drymoda picta är en orkidéart som beskrevs av John Lindley. Drymoda picta ingår i släktet Drymoda och familjen orkidéer. Inga underarter finns listade i Catalogue of Life.

## Bildgalleri

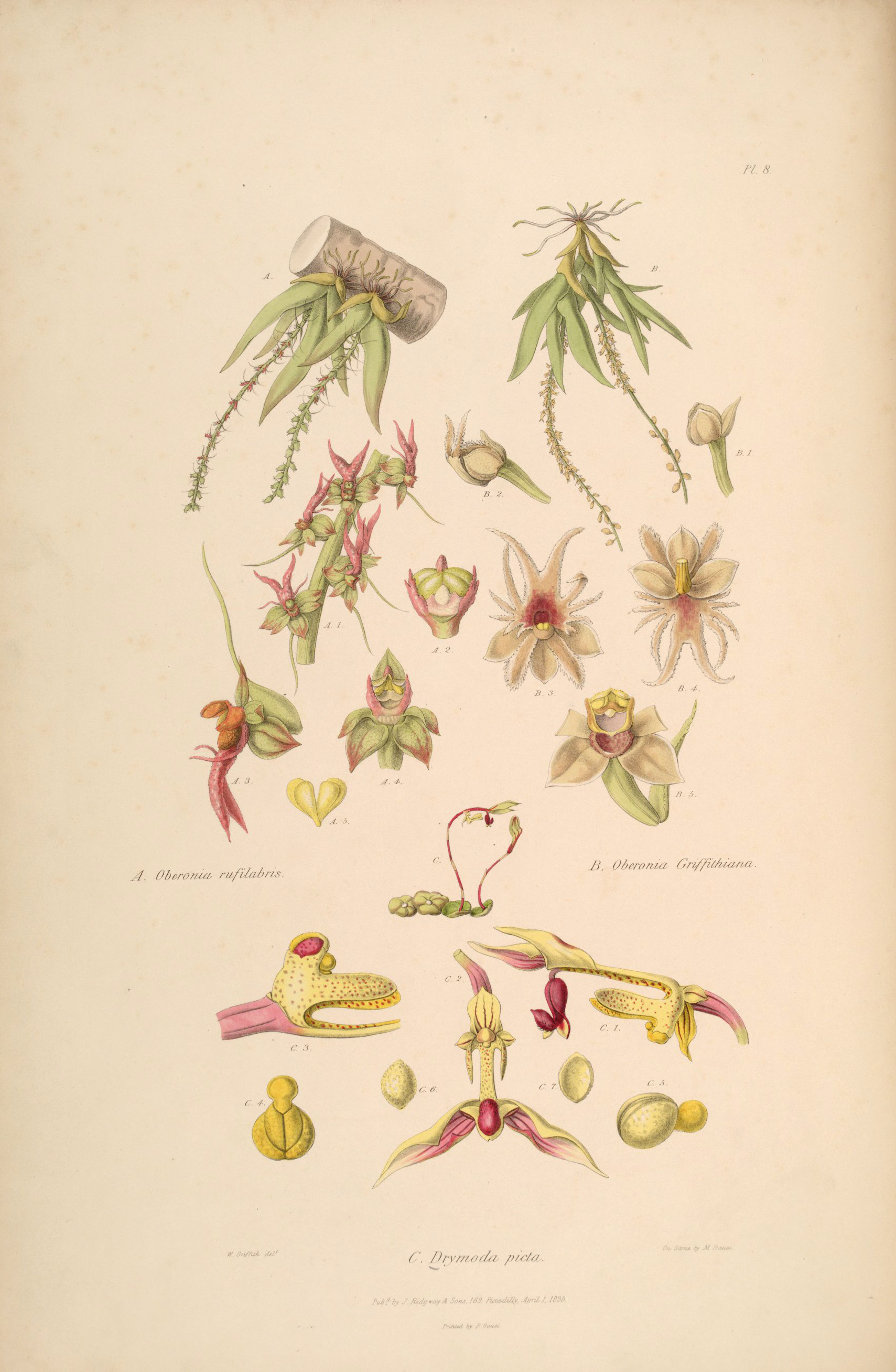